# Fernandel (editore)
Fernandel è una casa editrice italiana nata a Ravenna nel 1994 per iniziativa di Giorgio Pozzi.
Si qualifica come medio editore avendo pubblicato oltre dieci titoli l'anno dal 2002 al 2016.

## RivistaFernandel
La rivista Fernandel nasce nel 1994 proponendo racconti, anticipazioni e commenti sulla narrativa italiana, alternando testi di autori esordienti a quelli di autori già affermati: Paolo Nori, Francesca Mazzucato, Grazia Verasani, Gianluca Morozzi sono fra gli scrittori che hanno esordito sulle sue pagine. La rivista Fernandel è dal 1994 al 2001 un periodico bimestrale; la sua periodicità muta in trimestrale dal 2001 al luglio 2007. Dopo questa data la rivista abbandona la carta stampata e diventa disponibile gratuitamente sul sito internet della casa editrice.

## Libri
A partire dal novembre 1997 Fernandel inizia a pubblicare i suoi primi libri, allargandosi nel tempo dall'ambito iniziale della narrativa italiana a quello della graphic novel e dei laboratori di scrittura.